# Avry
Avry é uma comuna da Suíça, no Cantão Friburgo, com cerca de 1.425 habitantes. Estende-se por uma área de 5,81 km², de densidade populacional de 245 hab/km². Confina com as seguintes comunas: Chésopelloz, Corminboeuf, La Brillaz, Matran, Neyruz, Noréaz, Prez-vers-Noréaz.
A língua oficial nesta comuna é o Francês.